# The Score Group
Quad International, Inc., que atua como The Score Group, é uma editora sediada em Miami, Flórida, que se dedica à produção e distribuição de entretenimento adulto. Fundado em 1991, o The Score Group (TSG) publica várias revistas mensais, incluindo a principal publicação Score, e várias outras, incluindo Voluptuous, 18 anos, Naughty Neighbours e Leg Sex. TSG também publica revistas trimestrais incluindo, XL, 40something, 50plus Milfs, 60Plus Milfs e New Cummers, bem como uma principais revista masculina Looker. Além disso, distribui conteúdo adulto através de seus sites, incluindo Scoreland.com, SCOREVideos.com, PornMegaLoad.com, Voluptuous.com, 18eighteen.com, XLgirls.com, LegSex.com, 40SomethingMag.com, 50PlusMilfs.com, 60PlusMilfs.com e NewCummers.com. Também produz e distribui filmes adultos completos sob o rótulo Score Videos.

## Revistas

### Score
A Score é especializada em fotografias de mulheres com seios grandes, naturalmente maiores ou aumentadas.

### Outras
- Voluptuous apresenta mulheres com busto volumoso e que não fizeram implante de mama.
- 18eighteen: Uma revista dedicada a mulheres com 18 ou 19 anos de idade.
- Naughty Neighbors: Fotos nuas de modelos apresentadas como os tipos comuns de "garota da porta ao lado".
- Leg Sex é uma revista dedicada ao fetichismo por pernas e apresenta fotos das pernas das mulheres.

### Revistas trimestrais
- Bootylicious apresenta fotos principalmente de mulheres negras e hispânicas, concentrando-se nas nádegas (ou seja, no "bumbum").
- XL Girls: Um spinoff de Voluptuous, originalmente chamado de Voluptuous XL, dedicado a mulheres muito completas, mais pesadas que as modelos de revistas Voluptuous. Esta revista apresenta mulheres mais pesadas que geralmente são chamadas de BBW, rubenesque ou plumpers.
- 40something apresenta fotos principalmente de mulheres mais velhas apresentadas como tendo 40 anos.
- 50Plus Milfs apresenta fotos principalmente de mulheres mais velhas, apresentadas como tendo mais de 50 anos.
- 60Plus Milfs apresenta fotos principalmente de mulheres mais velhas, apresentadas como tendo mais de 60 anos.
- New Cummers apresenta modelos que são considerados novos na indústria adulta.

## Indicações de prêmio
- Nomeado para o Prêmio XBIZ 2010 - Programa de Afiliados Emergentes do Ano[1]